# Matthew Kapstein
Matthew Kapstein is een Amerikaans tibetoloog, boeddholoog en religieus filosoof en geschiedkundige.
Matthew Kapstein onderwees aan de Universiteit van Chicago van 1986 tot 1989 en opnieuw vanaf 1996. In de tussenliggende jaren was hij lid van de Afdeling Religie van de Columbia-universiteit in New York. Sinds 2002 werkte hij voor de faculteit van Religieuze Wetenschappen aan de École pratique des hautes études in Parijs.
Kapstein specialiseerde zich in Indiase filosofie en boeddhistische tradities in Tibet. Hij is bestuurslid van de Tibetan and Himalayan Library van de Universiteit van Virginia en werkte aan de ontwikkeling van bronnen voor de studie van het Tibetaans en de geschiedenis van Tibet. Hij bracht een grote collectie bijeen van eigen fotografisch werk van Tibet.